# Dașkivți, Vinkivți
Dașkivți (în ucraineană Дашківці) este o comună în raionul Vinkivți, regiunea Hmelnîțkîi, Ucraina, formată numai din satul de reședință.

## Demografie
Componența lingvistică a comunei Dașkivți
     Ucraineană (99,16%)
     Alte limbi (0,84%)
Conform recensământului din 2001, majoritatea populației comunei Dașkivți era vorbitoare de ucraineană (99,16%), existând în minoritate și vorbitori de alte limbi.